# 라리가 2
라리가 2(스페인어: LaLiga 2)는 스페인의 축구 리그 체계의 남자부 2부 축구 리그로 과거에는 후원사였던 산탄데르 은행의 금융 상품에 따라 리가 아델란테(Liga Adelante) 혹은 세군다 디비시온(Segunda Division)으로 불리기도 했으며 현재는 후원사인 EA 스포츠의 게임 기술인 하이퍼모션의 이름을 붙여 라리가 하이퍼모션(LaLiga Hypermotion)이라고도 부르고 있다. 스페인 프로축구연맹(LFP)이 주관하며 22개 구단이 참가하며 최상위 2개 구단과 플레이오프전 우승 구단이 라리가 승격 자격을 얻으며 그 자리를 라리가 최하위 3개 구단이 채운다.

## 역사
이 리그는 1929년에 스페인 왕립 축구 연맹이 출범시켰다. 이 전국의 단일 리그로 운영되었는데, 1949년부터 1968년까지 북부와 남부 2개의 조로 나뉘었다. 1984년부터 리그의 행정 업무는 스페인 프로축구연맹이 맡고 있다.
2006년, 스페인 프로축구연맹(Liga de Fútbol Profesional)은 BBVA 은행과 10년 협찬 계약을 맺었다. 그 결과, 협찬사 명칭을 따 BBVA 리그(Liga BBVA)로 불리게 되었고, 2부 리그는 2년 뒤에 따로 아델란테 리그(Liga Adelante)로 따로 불렸는데, 이는 BBVA 협찬을 1부 리그도 시작하면서 1부 리그가 BBVA 리그로 불리기 시작하면서부터였다. 또다른 은행 산탄데르 은행이 2016년부터 1부와 2부의 협찬을 시작하면서 리그 명칭은 라리가 1|2|3(La Liga 1|2|3)으로 개칭되었고, 2019-20 시즌을 앞두고 라리가 스마트뱅크(LaLiga Smartbank)로 개칭되었다.
2010-11 시즌을 기점으로, 3위부터 6위까지 참가하는 플레이오프전이 신설되었다.(2군은 승격이 불가능하기에 참가할 수 없다)

## 리그 형식
이 리그에는 22개 구단이 서로 안방과 원정 맞대결을 치러 총 42번의 경기를 치른다. 이들 중 3개 구단이 라 리가 승격 자격을 얻게 된다. 상위 2개 구단은 자동으로 승격된다. 승격하는 나머지 한 구단은 3위에서 6위까지 참가하는(2군은 승격이 불가능하기에 참가할 수 없다) 플레이오프전에 참가해 대회에서 우승하면 승격 자격이 주어진다. 플레이오프전은 1, 2차전의 준결승전과 1, 2차전의 결승전으로 구성되어 있다. 최하위 4개 구단은 반대로 세군다 디비시온 B로 강등된다.

## 참가 구단

### 참가 구단 변동
| 시즌    | 프리메라 페데라시온에서 승격                                                                                                  | 라 리가에서 강등                                    | 라 리가로 승격                                            | 프리메라 페데라시온으로 강등                                                |
| ------- | --- | --------------------------------------------------- | --------------------------------------------------------- | --------------------------------------------------------------------------- |
| 2024-25 | - 라코루냐 (1위 - 1조) - 카스테욘 (1위 - 2조) - 코르도바 (2위 - 2조) (플레이오프 우승) - 말라가 (3위 - 2조) (플레이오프 우승) | - 카디스 (18위) - 알메리아 (19위) - 그라나다 (20위) | - 레가네스 (1위) - 바야돌리드 (2위) - 에스파뇰 (4위) (플) | - 아모레비에타 (19위) - 알코르콘 (20위) - 안도라 (21위) - 비야레알 B (22위) |

### 구단별 구장 및 위치
| 구단                | 위치                    | 경기장                       | 수용 인원 |
| ------------------- | ----------------------- | ---------------------------- | --------- |
| 알바세테            | 알바세테                | 카를로스 벨몬테              | 17,524    |
| 알메리아            | 알메리아                | 파워 홀스 스타디움           | 16,503    |
| 부르고스            | 부르고스                | 엘 플란티                    | 12,194    |
| 카디스              | 카디스                  | 누에보 미란디야              | 20,724    |
| 카르타헤나          | 카르타헤나              | 카르타고노바                 | 15,105    |
| 카스테욘            | 카스테욘데라플라나      | 에스타디 카스탈리아          | 15,500    |
| 코르도바            | 코르도바                | 엘 아르캉헬                  | 20,989    |
| 데포르티보 라코루냐 | 라코루냐                | 아방카-리아소르              | 32,660    |
| 에이바르            | 에이바르                | 이푸루아                     | 8,164     |
| 엘체                | 엘체                    | 마르티네스 발레로            | 31,388    |
| 엘덴세              | 엘다                    | 누에보 페피코 아마트         | 4,036     |
| 그라나다            | 그라나다                | 누에보 로스 카르메네스       | 19,189    |
| 우에스카            | 우에스카                | 엘 알코라스                  | 9,100     |
| 레반테              | 발렌시아                | 발렌시아 시립 경기장         | 26,354    |
| 말라가              | 말라가                  | 라 로살레다                  | 30,044    |
| 미란데스            | 미란다 데 에브로        | 안두바                       | 5,759     |
| 오비에도            | 오비에도                | 카를로스 타르티에레          | 30,500    |
| 라싱 페롤           | 페롤                    | 말라타                       | 12,043    |
| 라싱 산탄데르       | 산탄데르                | 엘 사르디네로                | 22,222    |
| 스포르팅 히혼       | 히혼                    | 엘 몰리논                    | 30,000    |
| 테네리페            | 산타 크루스 데 테네리페 | 엘리오도로 로드리게스 로페스 | 22,824    |
| 사라고사            | 사라고사                | 라 로마레다                  | 33,608    |

## 세군다 디비시온 역대 시즌
| 시즌      | 우승                | 준우승                | 기타 승격 구단                  |
| --------- | ------------------- | --------------------- | ------------------------------- |
| 1929      | 세비야              | 이베리아              |                                 |
| 1929–30   | 알라베스            | 스포르팅 히혼         |                                 |
| 1930–31   | 발렌시아            | 세비야                |                                 |
| 1931–32   | 베티스              | 오비에도              |                                 |
| 1932–33   | 오비에도            | 아틀레티코 마드리드   |                                 |
| 1933–34   | 세비야              | 아틀레티코 마드리드   |                                 |
| 1934–35   | 에르쿨레스          | 오사수나              |                                 |
| 1935–36   | 셀타 비고           | 사라고사              |                                 |
| 1939–40   | 무르시아            | 데포르티보            |                                 |
| 1940–41   | 그라나다            | 레알 소시에다드       | 카스테욘, 데포르티보            |
| 1941–42   | 베티스              | 사라고사              |                                 |
| 1942–43   | 사바델              | 레알 소시에다드       |                                 |
| 1943–44   | 스포르팅 히혼       | 무르시아              |                                 |
| 1944–45   | 알코야노            | 에르쿨레스            | 셀타 비고                       |
| 1945–46   | 사바델              | 데포르티보            |                                 |
| 1946–47   | 알코야노            | 짐나스틱              | 레알 소시에다드                 |
| 1947–48   | 바야돌리드          | 데포르티보            |                                 |
| 1948–49   | 레알 소시에다드     | 말라가                |                                 |
| 시즌      | 북부 우승           | 남부 우승             | 기타 승격 구단                  |
| 1949–50   | 라싱 산탄데르       | 알코야노              | 례이다, 무르시아                |
| 1950–51   | 스포르팅 히혼       | 테투안                | 사라고사, 라스 팔마스           |
| 1951–52   | 오비에도            | 말라가                |                                 |
| 1952–53   | 오사수나            | 하엔                  |                                 |
| 1953–54   | 알라베스            | 라스 팔마스           | 에르쿨레스, 말라가              |
| 1954–55   | 쿨투랄 레오네사     | 무르시아              |                                 |
| 1955–56   | 오사수나            | 하엔                  | 사라고사, 콘달                  |
| 1956–57   | 스포르팅 히혼       | 그라나다              |                                 |
| 1957–58   | 오비에도            | 베티스                |                                 |
| 1958–59   | 엘체                | 바야돌리드            |                                 |
| 1959–60   | 라싱 산탄데르       | 마요르카              |                                 |
| 1960–61   | 오사수나            | 테네리페              |                                 |
| 1961–62   | 데포르티보          | 코르도바              | 바야돌리드, 말라가              |
| 1962–63   | 폰테베드라          | 무르시아              | 레반테, 에스파뇰                |
| 1963–64   | 데포르티보          | 라스 팔마스           |                                 |
| 1964–65   | 폰테베드라          | 마요르카              | 사바델, 말라가                  |
| 1965–66   | 데포르티보          | 에르쿨레스            | 그라나다                        |
| 1966–67   | 레알 소시에다드     | 말라가                | 베티스                          |
| 1967–68   | 데포르티보          | 그라나다              |                                 |
| 시즌      | 우승                | 준우승                | 기타 승격 구단                  |
| 1968–69   | 세비야              | 셀타 비고             | 마요르카                        |
| 1969–70   | 스포르팅 히혼       | 말라가                | 에스파뇰                        |
| 1970–71   | 베티스              | 부르고스              | 데포르티보, 코르도바            |
| 1971–72   | 오비에도            | 카스테욘              | 사라고사                        |
| 1972–73   | 무르시아            | 엘체                  | 라싱 산탄데르                   |
| 1973–74   | 베티스              | 에르쿨레스            | 살라망카                        |
| 1974–75   | 오비에도            | 라싱 산탄데르         | 세비야                          |
| 1975–76   | 부르고스            | 셀타 비고             | 말라가                          |
| 1976–77   | 스포르팅 히혼       | 카디스                | 라요 바예카노                   |
| 1977–78   | 사라고사            | 레크레아티보          | 셀타 비고                       |
| 1978–79   | 알메리아            | 말라가                | 베티스                          |
| 1979–80   | 무르시아            | 바야돌리드            | 오사수나                        |
| 1980–81   | 카스테욘            | 카디스                | 라싱 산탄데르                   |
| 1981–82   | 셀타 비고           | 살라망카              | 말라가                          |
| 1982–83   | 무르시아            | 카디스                | 마요르카                        |
| 1983–84   | 카스티야            | 빌바오 아틀레틱       | 에르쿨레스, 라싱 산탄데르, 엘체 |
| 1984–85   | 라스 팔마스         | 카디스                | 셀타 비고                       |
| 1985–86   | 무르시아            | 사바델                | 마요르카                        |
| 1986–87   | 발렌시아            | 로그로녜스            | 셀타 비고                       |
| 1987–88   | 말라가              | 엘체                  | 오비에도                        |
| 1988–89   | 카스테욘            | 라요 바예카노         | 마요르카, 테네리페              |
| 1989–90   | 레알 부르고스       | 베티스                | 에스파뇰                        |
| 1990–91   | 알바세테            | 데포르티보            |                                 |
| 1991–92   | 셀타 비고           | 라요 바예카노         |                                 |
| 1992–93   | 례이다              | 바야돌리드            | 라싱 산탄데르                   |
| 1993–94   | 에스파뇰            | 베티스                | 콤포스텔라                      |
| 1994–95   | 메리다              | 라요 바예카노         | 살라망카                        |
| 1995–96   | 에르쿨레스          | 로그로녜스            | 엑스트레마두라                  |
| 1996–97   | 메리다              | 살라망카              | 마요르카                        |
| 1997–98   | 알라베스            | 엑스트레마두라        | 비야레알                        |
| 1998–99   | 말라가              | 아틀레티코 마드리드 B | 누만시아, 세비야, 라요 바예카노 |
| 1999–2000 | 라스 팔마스         | 오사수나              | 비야레알                        |
| 2000–01   | 세비야              | 베티스                | 테네리페                        |
| 2001–02   | 아틀레티코 마드리드 | 라싱 산탄데르         | 레크레아티보                    |
| 2002–03   | 무르시아            | 사라고사              | 알바세테                        |
| 2003–04   | 레반테              | 누만시아              | 헤타페                          |
| 2004–05   | 카디스              | 셀타 비고             | 알라베스                        |
| 2005–06   | 레크레아티보        | 짐나스틱              | 레반테                          |
| 2006–07   | 바야돌리드          | 알메리아              | 무르시아                        |
| 2007–08   | 누만시아            | 말라가                | 스포르팅 히혼                   |
| 2008–09   | 헤레스              | 사라고사              | 테네리페                        |
| 2009–10   | 레알 소시에다드     | 에르쿨레스            | 레반테                          |
| 2010–11   | 베티스              | 라요 바예카노         | 그라나다                        |
| 2011–12   | 데포르티보          | 셀타 비고             | 바야돌리드                      |
| 2012–13   | 엘체                | 비야레알              | 알메리아                        |
| 2013–14   | 에이바르            | 데포르티보            | 코르도바                        |
| 2014–15   | 베티스              | 스포르팅 히혼         | 라스 팔마스                     |
| 2015–16   | 알라베스            | 레가네스              | 오사수나                        |
| 2016–17   | 레반테              | 지로나                | 헤타페                          |
| 2017–18   | 라요 바예카노       | 우에스카              | 바야돌리드                      |
| 2018–19   | 오사수나            | 그라나다              | 마요르카                        |
| 2019–20   | 우에스카            | 카디스                | 엘체                            |
| 2020–21   | 에스파뇰            | 마요르카              | 라요 바예카노                   |
| 2021–22   | 알메리아            | 바야돌리드            | 지로나                          |
| 2022-23   | 그라나다            | 라스팔마스            | 알라베스                        |
| 2023-24   | 레가네스            | 바야돌리드            | 에스파뇰                        |

## 우승 및 승격
| 구단                | 우승 | 승격 | 우승 연도                                                              |
| ------------------- | ---- | ---- | ---------------------------------------------------------------------- |
| 무르시아            | 8    | 11   | 1939–40, 1954–55, 1962–63, 1972–73, 1979–80, 1982–83, 1985–86, 2002–03 |
| 베티스              | 7    | 12   | 1931–32, 1941–42, 1957–58, 1970–71, 1973–74, 2010–11, 2014–15          |
| 데포르티보          | 5    | 11   | 1961–62, 1963–64, 1965–66, 1967–68, 2011–12                            |
| 스포르팅 히혼       | 5    | 7    | 1943–44, 1950–51, 1956–57, 1969–70, 1976–77                            |
| 오비에도            | 5    | 6    | 1932–33, 1951–52, 1957–58, 1971–72, 1974–75                            |
| 말라가*             | 4    | 13   | 1951–52, 1966–67, 1987–88, 1998–99                                     |
| 오사수나            | 4    | 7    | 1952–53, 1955–56, 1960–61, 2018–19                                     |
| 알라베스            | 4    | 7    | 1929–30, 1953–54, 1997–98, 2015–16                                     |
| 그라나다            | 4    | 6    | 1940–41, 1956–57, 1967–68, 2022-23                                     |
| 라스 팔마스         | 4    | 6    | 1953–54, 1963–64, 1984–85, 1999–2000                                   |
| 세비야              | 4    | 5    | 1929, 1933–34, 1968–69, 2000–01                                        |
| 셀타 비고           | 3    | 11   | 1935–36, 1981–82, 1991–92                                              |
| 바야돌리드          | 3    | 9    | 1947–48, 1958–59, 2006–07                                              |
| 에르쿨레스          | 3    | 8    | 1934–35, 1965–66, 1995–96                                              |
| 레알 소시에다드     | 3    | 6    | 1948–49, 1966–67, 2009–10                                              |
| 알코야노            | 3    | 3    | 1944–45, 1946–47, 1949–50                                              |
| 라싱 산탄데르       | 2    | 8    | 1949–50, 1959–60                                                       |
| 마요르카            | 2    | 8    | 1959–60, 1964–65                                                       |
| 에스파뇰            | 2    | 6    | 1993–94, 2020–21                                                       |
| 엘체                | 2    | 6    | 1958–59, 2012–13                                                       |
| 레반테              | 2    | 5    | 2003–04, 2016–17                                                       |
| 카스테욘            | 2    | 4    | 1980–81, 1988–89                                                       |
| 사바델              | 2    | 4    | 1942–43, 1945–46                                                       |
| 메리다              | 2    | 2    | 1994–95, 1996–97                                                       |
| 발렌시아            | 2    | 2    | 1930–31, 1986–87                                                       |
| 폰테베드라          | 2    | 2    | 1962–63, 1964–65                                                       |
| 하엔                | 2    | 2    | 1952–53, 1955–56                                                       |
| 사라고사            | 1    | 8    | 1977–78                                                                |
| 라요 바예카노       | 1    | 8    | 2017–18                                                                |
| 카디스              | 1    | 6    | 2004–05                                                                |
| 테네리페            | 1    | 4    | 1960–61                                                                |
| 누만시아            | 1    | 3    | 2007–08                                                                |
| 레크레아티보        | 1    | 3    | 2005–06                                                                |
| 알메리아            | 1    | 3    | 2021–22                                                                |
| 코르도바            | 1    | 3    | 1961–62                                                                |
| 레가네스            | 1    | 2    | 2023-24                                                                |
| 우에스카            | 1    | 2    | 2019–20                                                                |
| 아틀레티코 마드리드 | 1    | 2    | 2001–02                                                                |
| 례이다              | 1    | 2    | 1992–93                                                                |
| 알바세테            | 1    | 2    | 1990–91                                                                |
| 부르고스            | 1    | 2    | 1975–76                                                                |
| 에이바르            | 1    | 1    | 2013–14                                                                |
| 헤레스              | 1    | 1    | 2008–09                                                                |
| 레알 부르고스       | 1    | 1    | 1989–90                                                                |
| 알메리아            | 1    | 1    | 1978–79                                                                |
| 쿨투랄 레오네사     | 1    | 1    | 1954–55                                                                |
| 테투안              | 1    | 1    | 1950–51                                                                |
| 카스티야            | 1    |      | 1983–84                                                                |

기울임꼴: 공동 우승

*말라가 CF와 CD 말라가의 기록 합산

## 역대 협찬사 명칭
- 리가 BBVA (2006–2008)
- 리가 아델란테 (2008–2016)
- 라리가 1|2|3 (2016–2019)
- 라리가 스마트뱅크 (2019–2023)
- 라리가 하이퍼모션 (2023-현재)

## 참고
1. ↑  정식 발음은 스페인어:  kampeoˈnato naθjoˈnal de ˈliɣa ðe seˈɣunda ðiβiˈsjon[*]이며 "캄페오나토 나시오날 데 리가 데 세군다 디비시온"으로 읽는다